# Дорогоцінний подарунок
«Дорогоцінний подарунок» (рос. Драгоценный подарок) — радянський кольоровий стереоскопічний музичний художній фільм-комедія, поставлений на Кіностудії ім. М. Горького в 1956 році режисером Олександром Роу. Прем'єра фільму відбулася в липні 1956 році.

## Сюжет
Свій День народження Карп Трохимович Сидоренко вирішив відзначити з друзями на риболовлі. Цього дня приїжджає в гості з Далекого Сходу, з річки Амур його племінник Саша Ватрушкін і привозить величезну живу щуку. І ось дочка Маша, син Петя і сам Саша вирішують зробити винуватцю торжества дорогоцінний подарунок, непомітно причепивши цю щуку йому на гачок. Але спочатку випадково причепили не на той гачок. У підсумку дорогоцінним подарунком стає дещо інше…

## У ролях
- Володимир Володін — Карп Трохимович Сидоренко
- Галина Степанова — Євдокія Іванівна Сидоренко
- Лідія Лазукова — Маша Сидоренко
- Олександр Лебедєв — Петя Сидоренко
- Лев Фричинський — Саша Ватрушкін
- Марія Миронова — Леокадія Михайлівна, тітка Льока
- Михайло Кузнецов — Петро Петрович Сперантов
- Віра Орлова — Тамара Василівна Сперантова, дружина Сперантова
- Рина Зелена — Настя, домробітниця у Сперантова
- Георгій Мілляр — професор Утятін
- Еммануїл Геллер — аптекар
- Татул Ділакян — шофер таксі
- Владислав Баландін — закоханий на лавці
- Микола Блащук — епізод
- Микола Горлов — епізод
- Олександр Жуков — Олександр Іванович, рибалка
- Елеонора Прохницька — епізод
- Іван Рижов — епізод
- Олександр Тимонтаєв — рибалка в окулярах і солом'яному капелюсі
- Л. Трактовенко — епізод
- Михайло Щербаков — рибалка
- Аркадій Цінман — епізод

## Знімальна група
- Сценарій —  Олександр Філімонов
- Режисер-постановник —  Олександр Роу
- Оператори —  Дмитро Суренський,  Костянтин Арутюнов
- Композитор —  Анатолій Лєпін
- Художник —  Юрій Швець
- Звукооператор —  Анатолій Дикан
- Режисери — Генріх Оганесян, З. Данилова
- Художник-гример — А. Іванов
- Монтаж —  Ксенія Блінова
- Редактор —  Валерія Погожева
- Консультант з риболовного спорту — Д. Самарін
- Асистент оператора — А. Масленников
- Оператор комбінованих зйомок — Л. Сазонов
- Оркестр Головного Управління з виробництва фільмів
  - Диригент —  Арнольд Ройтман
- Директор картини —  Андрій Дем'яненко